# Riedbachtal (Landschaftsschutzgebiet)
Das Riedbachtal im nordhessischen Werra-Meißner-Kreis wurde im Jahr 1957 als Landschaftsschutzgebiet ausgewiesen, um schädigende Veränderungen in den Bereichen um den Oberrieder Bach zu verhindern. Es ist eines von rund 120 derzeit bestehenden Landschaftsschutzgebieten im Regierungsbezirk Kassel, in denen die Bewahrung von Natur und Landschaft wegen ihrer Vielfalt, Eigenart oder Schönheit des Landschaftsbildes erforderlich ist. Gegenüber den Naturschutzgebieten sind sie meistens großflächigere Gebiete mit geringeren Nutzungseinschränkungen.

## Lage
Das Landschaftsschutzgebiet liegt im Tal des Oberrieder Baches, einem aus südwestlicher Richtung kommenden linken Zufluss der Werra. Seine Quellbäche Dudenbach und Ottersbach entspringen an der Nordwestflanke des Hohen Meißners. Zu seinen Zuflüssen gehören, bachabwärts gesehen, der von rechts einmündende Brückenbach und von links Sehlenbach und Heergraben. Der geschützte Bereich beginnt am südlichen Ortsausgang von Oberrieden, an einer Waldecke an der Landesstraße 3240, die durch das Riedbachtal bis nach Hilgershausen verläuft. Östlich von Hilgershausen trifft sie auf die Landesstraße 3301, die die südliche Begrenzung bildet. Das Landschaftsschutzgebiet befindet sich im „Geo-Naturpark Frau-Holle-Land“ und die Flächen gehören zu den Gemarkungen der Ortsteile Oberrieden, Bad Sooden-Allendorf, Hilgershausen und Kammerbach der Stadt Bad Sooden-Allendorf.
Nach der naturräumlichen Gliederung Deutschlands des Instituts für Landeskunde Bad Godesberg liegt das Gelände vollständig im „Soodener Bergland“ des „Unteren Werraberglands“ in der Haupteinheitengruppe des „Osthessischen Berglands“.
An seiner Nordseite grenzt das Landschaftsschutzgebiet Riedbachtal an rund das rund 782 Hektar große Landschaftsschutzgebiet „Werratal zwischen Oberrieden und Wendershausen und Ludwigstein mit Hintergelände“, das im Februar 1960 ausgewiesen wurde.

## Unterschutzstellung

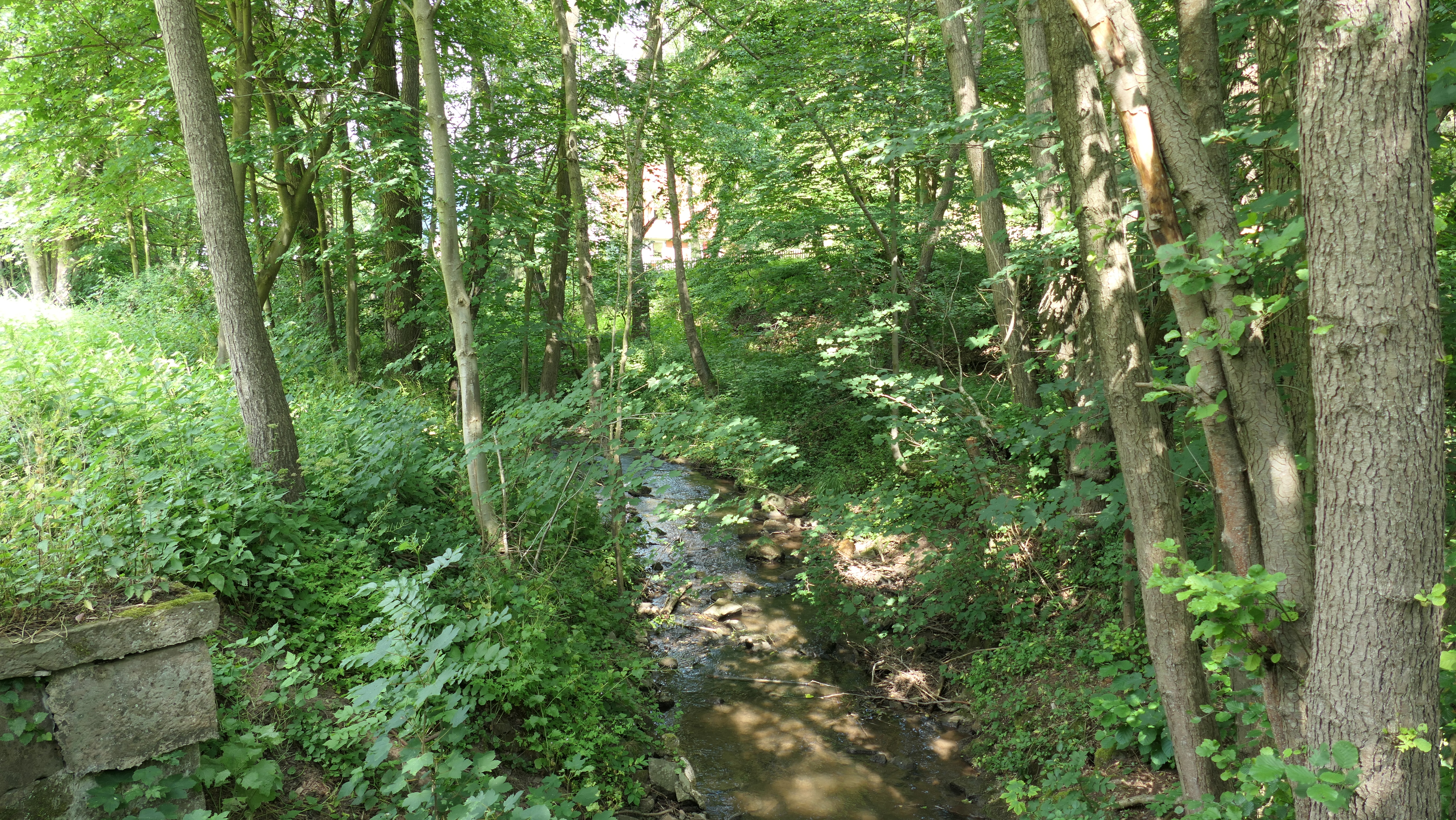
Der Oberrieder Bach beim Forsthaus Riedbachtal oberhalb des südlichen Ortsausgangs von Oberrieden

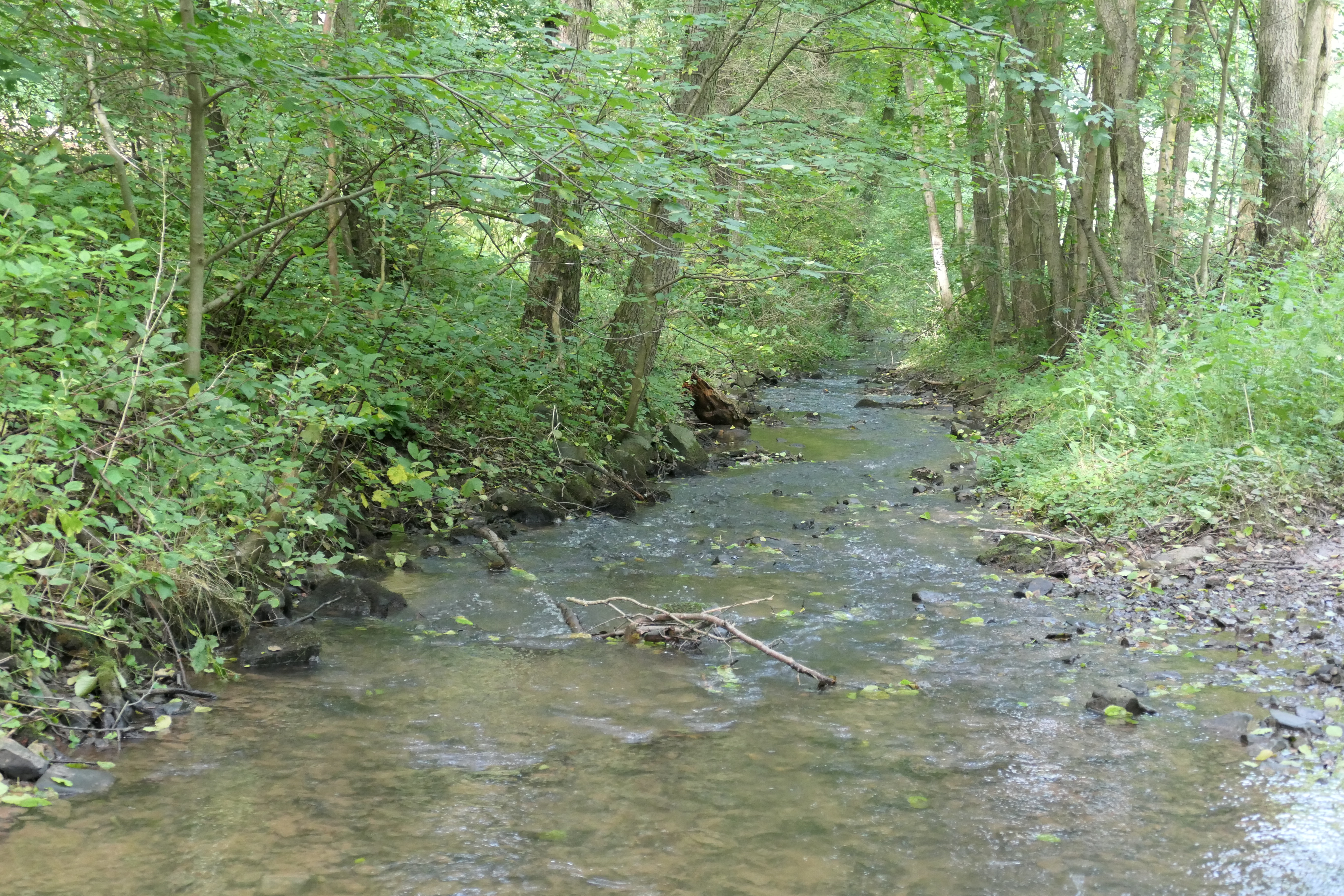
Der Oberrieder Bach am Fuß des Roßkopfes

Mit Verordnung der Unteren Naturschutzbehörde beim Kreisausschuss des Landkreises Witzenhausen vom 11. Juli 1957 und mit Ermächtigung des Regierungspräsidenten in Kassel als Höherer Naturschutzbehörde wurden Landschaftsteile im Bereich der Gemarkungen Oberrieden, Hilgershausen, Kammerbach und Bad Sooden-Allendorf zum Landschaftsschutzgebiet erklärt und damit unter den Schutz des noch geltenden Reichsnaturschutzgesetzes von 1935 gestellt. Mit der Unterschutzstellung war es im Schutzbereich verboten Veränderungen vorzunehmen „die geeignet sind, die Natur zu schädigen, den Naturgenuss zu beeinträchtigen oder das Landschaftsbild zu verunstalten“. Über die Musterverordnung hinaus blieben die wirtschaftliche Nutzung und die Unterhaltung und der Ausbau des Straßen- und Wegenetzes im Rahmen der Verordnung gestattet. Das Schutzgebiet besitzt eine Größe von 96,54 Hektar, hat die nationale Kennung 2636028 und den WDPA-Code 555547208.
Der mittlere und südliche Teil des Landschaftsschutzgebiets liegt in einer der vielen Teilflächen des Fauna-Flora-Habitat(FFH)-Gebiets 4825-302 „Werra und Wehretal“ und gehört so zu dem europaweiten Schutzgebietssystem Natura 2000. Das mit einer Fläche von rund 24.500 Hektar größte FFH-Gebiet Hessens hat als wichtigsten Schutzzweck die Sicherung der großen zusammenhängenden Buchenwälder mit dem angrenzenden Grünland als Jagdreviere für das Große Mausohr und die Bechsteinfledermaus zum Ziel.